# Hirzbacher Kapelle

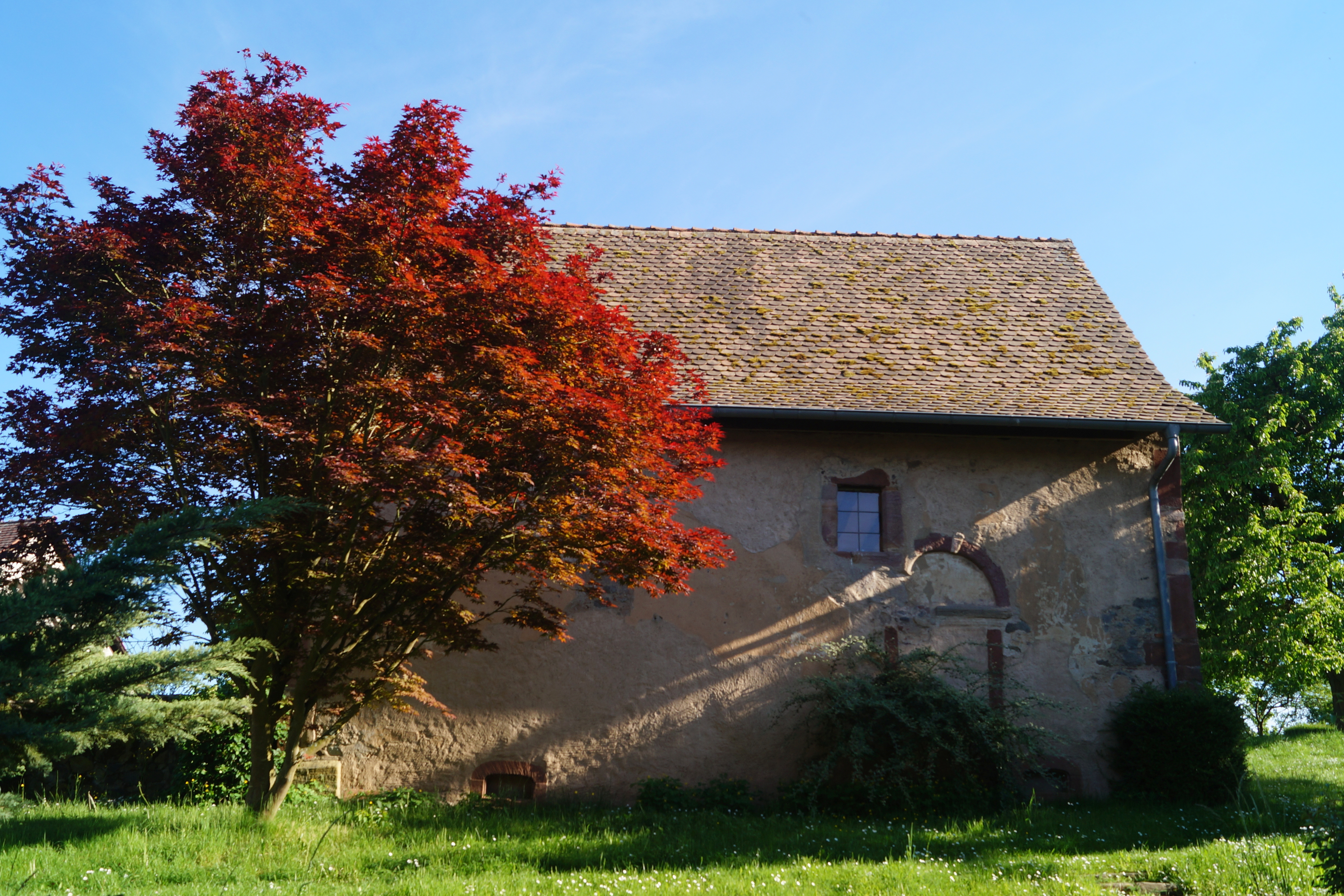
Ansicht der Hirzbacher Kapelle von Norden

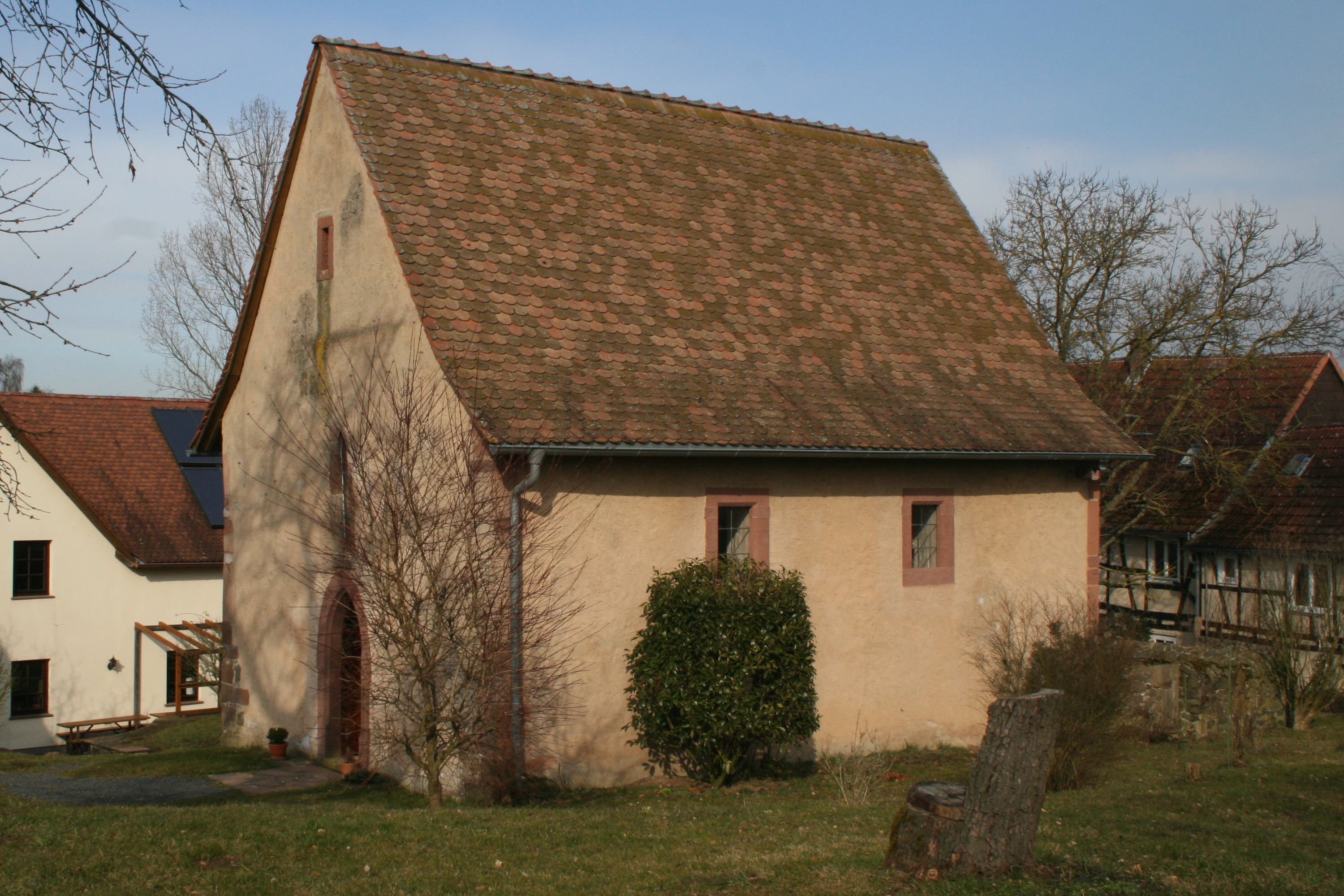
Südseite

Die romanische Hirzbacher Kapelle (auch Marienkapelle Hirzbach) im Weiler Hirzbach der Gemeinde Hammersbach im Main-Kinzig-Kreis in Hessen zählt zu den ältesten Kirchenbauwerken im Rhein-Main-Gebiet.

## Urkundliche Erwähnung
Die erste urkundliche Erwähnung der heutigen Hirzbacher Höfe, bei denen die Kapelle liegt, in einer Urkunde des Mainzer Domkapitels datiert auf das Jahr 1128. Für die weitere Geschichte der Kapelle ist eine Urkunde des Jahres 1252 bedeutsam, in der möglicherweise die bereits 1128 erwähnten Güter dem Antoniterkloster Roßdorf übertragen werden. Zweieinhalb Jahre später erfolgte die Erstnennung der Kapelle selbst: Reinhard I. von Hanau überschrieb sie 1254 mit ihrem Zubehör den Antonitern.  Ein Conradus de Hirsbach wird 1309 als hanauischer Lehensnehmer genannt. Er könnte Burgmann in Hanau oder Windecken gewesen sein.

## Archäologischer und Baubefund

### Erste Kapelle
Archäologische Ausgrabungen, die im Zuge von Sanierungsarbeiten am Gebäude zwischen 1989 und 1992 durchgeführt wurden, haben nachgewiesen, dass die Kirche wesentlich älter ist als die schriftliche Überlieferung zu ihr. Bei den Grabungen konnten zwei Vorgängerbauten nachgewiesen werden. Auffälligstes Merkmal der beiden Vorgängerkirchen sind die starken Abweichungen aus der im Kirchenbau üblichen Ost-West-Anordnung. Prähistorische Funde, die bei den Ausgrabungen gemacht wurden, stehen nicht unmittelbar im Zusammenhang mit der Kapelle.
Der erste Kapellenbau entstand im späten 7. oder 8. Jahrhundert, also in karolingischer Zeit. Römische Funde, darunter römische Militärziegel, die in die Kirche verbaut wurden, dürften Spolien sein und vom nahe liegenden Kastell Marköbel stammen. Nachgewiesen wurden von dem ersten Kirchengebäude hölzerne Schwellbalken, es handelte sich also wohl um einen Fachwerkbau.
Dieser ersten Kirche sind mehrere der insgesamt ebenfalls freigelegten über 100 Gräber zuzurechnen, darunter im Innenraum der Kirche eine prächtig ausgestattete Bestattung, zu der ein mit Goldbrokat verziertes Gewand gehörte.

### Zweite Kapelle
Die zweite Kapelle aus dem 9. oder 10. Jahrhundert war steinfundamentiert, wovon Ausbruchsgruben zeugen, die beim Bau der bis heute erhaltenen Kapelle entstanden.

### Dritter, heutiger Bau
Die Reste der heute noch sichtbaren romanischen Kapelle des 11. oder 12. Jahrhundert erfuhren bis in das 15. Jahrhundert hinein mehrere Umbauten, nachgewiesen durch zahlreiche ornamentierte Fliesen, die im Schutt einer Abbruchgrube von 1906 entdeckt wurden. Sie zeigen, dass in der Mitte des 13. Jahrhunderts, nach dem Übergang an die Antoniter, größere Baumaßnahmen stattfanden. Funde von zwei Münzen aus der ersten Hälfte des 13. Jahrhunderts unter dem Altarfundament stützen die Datierung.
Die Kapelle hat die Form einer Saalkirche und eine Größe von 10,25 × 7,40 m. Hinzu kam ein eingezogener Rechteckchor von 6,6 × 5,4 m, sodass im Ganzen eine Fläche von 72,5 m2 zur Verfügung stand.
Vor Ort erhalten geblieben sind mehrere romanische Portale und gotische Fenster sowie die Spolie eines zweibahnigen Maßwerkfensters.

## Historische Wertung und Entwicklung

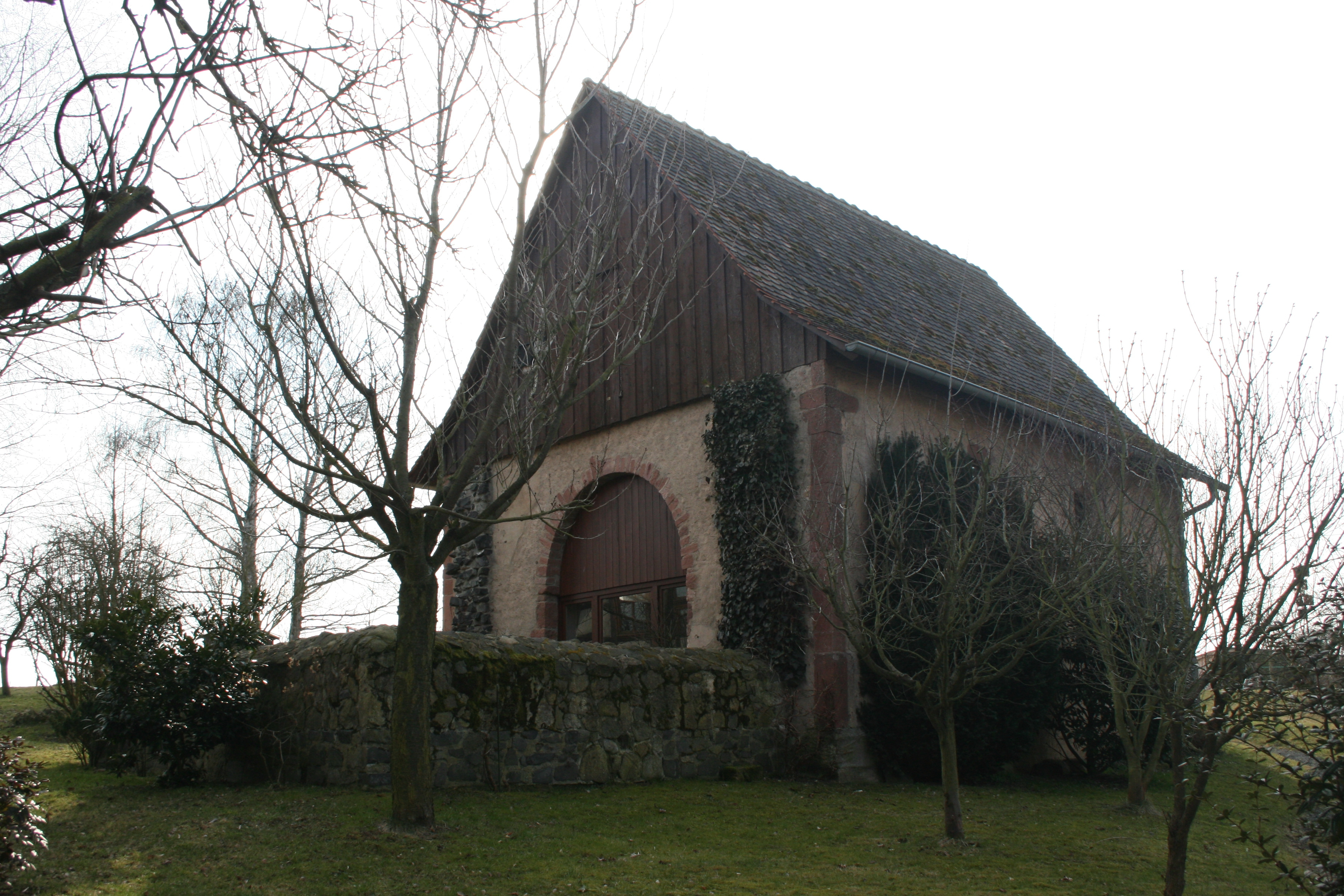
Östliche Stirnseite mit modern rekonstruierten Fundamenten des 1906 abgebrochenen Chores.

Der archäologische Befund zum ersten Kirchenbau deutet in Verbindung mit dem historischen Kontext darauf, dass es sich um die Eigenkirche eines frühmittelalterlichen Grundherren handelte. Nachdem im 9. oder 10. Jahrhundert zunächst eine steinfundamentierte Kirche die erste Holzkirche ablöste, sind auch an der erhaltenen dritten Kirche zahlreiche Umbauten festzustellen.
Nach der Schenkung von 1254 scheint sich das Verhältnis zwischen den Antonitern und den Hanauer Grafen verschlechtert zu haben. 1441 wurde das Kloster von Roßdorf nach Höchst verlegt. Nach der Einführung der Reformation in der Grafschaft Hanau-Münzenberg wurde in der Kapelle noch bis 1566 römisch-katholischer Gottesdienst gehalten. Ab diesem Zeitpunkt wurde der protestantische Pfarrer von Marköbel durch die gräfliche Regierung verpflichtet, wöchentlich die Predigt in der Hirzbacher Kapelle zu halten. Dabei blieb das Eigentum der Antoniter an der Kapelle bestehen, wodurch die kuriose Situation entstand, dass in einer römisch-katholischen Kirche evangelischer Gottesdienst gehalten wurde. Auch die zur Kapelle gehörigen Höfe blieben bis zur Säkularisation im Jahr 1803 im Besitz der Antoniter.
Diese Situation provozierte Auseinandersetzungen zwischen den Antonitern auf der einen, den Einwohnern von Hirzbach, Marköbel und der gräflichen Regierung auf der anderen Seite, um die Kosten für den Erhalt der Kapelle. Im Dreißigjährigen Krieg wurde das Umland der Festung Hanau – nicht zuletzt durch deren Belagerung 1635/36 – stark entvölkert. Das geringe Interesse der Antoniter am Erhalt des weit entfernt liegenden und von der konfessionellen Konkurrenz genutzten Kirchleins sowie dessen spärliche Nutzung durch die evangelischen Anwohner beschleunigten den Niedergang. Gegen Ende des 17. Jahrhunderts fanden jährlich nur noch zwei Gottesdienste statt: an Mariä Verkündigung (25. März) und an Mariä Geburt (8. September). 1734 schrieb der Hanauer Chronist Johann Adam Bernhard: Diese Capell steht noch heutzu tag auf dem Hof daselbst, doch wird sie weiter nicht gebraucht, als daß ein reformierter Pfarrherr zu Marköbel zur Erkenntlichkeit der 4 Achtel Korn, so er noch jährlich davon zu genießen hat, alle Jahr mit einer Predigt den Gottesdienst darin verrichtet. Der letzte dieser Gottesdienste fand im Jahr 1840 statt. Nach 1858 wurde das Gebäude landwirtschaftlich genutzt, unter anderem zeigen Fotos, dass es auch als Schweinestall genutzt wurde. 1906 wurde der Chor abgebrochen, wodurch ein Teil des Gebäudes dem Wetter ausgesetzt war. Der Chorbogen, das bemerkenswerteste Architekturteil der Kapelle, bestand aus zwei stark kannelierten Säulen auf hohen Basen, darüber Würfelkapitelle, die reich verzierte Kämpferplatten trugen. Der darüber befindliche Plattenbogen war durch Bindersteine verbunden. Er wurde zusammen mit einem Sakramentshaus aus Mainsandstein vom Hanauer Geschichtsverein angekauft und in dessen Vereinsmuseum im ehemaligen Altstädter Rathaus in Hanau ausgestellt. Diese Bauteile wurden bei den Luftangriffen während des Zweiten Weltkriegs 1945 teilweise zerstört. Lediglich die Kapitelle und das Sakramentshaus befinden sich heute noch in den Beständen des Historischen Museums Hanau.
Bis 1988 war die Kapelle Teil eines landwirtschaftlichen Betriebs. Seit dem Abschluss der archäologischen Ausgrabungen und der Sanierung ist die Kapelle öffentlich zugänglich. Sie wird für kulturelle Zwecke und für standesamtliche Trauungen genutzt. Die anderen Gebäude des "Kapellenhofes" dienen zu Wohnzwecken und als Seminarzentrum.